# Oakland (Missouri)
Oakland és una població dels Estats Units a l'estat de Missouri. Segons el cens del 2000 tenia 1.540 habitants.

## Demografia
Segons el cens del 2000, Oakland tenia 1.540 habitants, 448 habitatges, i 340 famílies. La densitat de població era de 991 habitants per km².
Dels 448 habitatges en un 33,3% hi vivien nens de menys de 18 anys, en un 66,5% hi vivien parelles casades, en un 8% dones solteres, i en un 23,9% no eren unitats familiars. En el 21,4% dels habitatges hi vivien persones soles el 9,2% de les quals corresponia a persones de 65 anys o més que vivien soles. El nombre mitjà de persones vivint en cada habitatge era de 2,48 i el nombre mitjà de persones que vivien en cada família era de 2,87.
Per edats la població es repartia de la següent manera: un 16,8% tenia menys de 18 anys, un 3,1% entre 18 i 24, un 20,7% entre 25 i 44, un 20,9% de 45 a 60 i un 38,5% 65 anys o més.
L'edat mediana era de 52 anys. Per cada 100 dones de 18 o més anys hi havia 59,1 homes.
La renda mediana per habitatge era de 65.000 $ i la renda mediana per família de 71.250 $. Els homes tenien una renda mediana de 60.063 $ mentre que les dones 37.132 $. La renda per capita de la població era de 27.583 $. Entorn del 2,3% de les famílies i el 3,1% de la població estaven per davall del llindar de pobresa.

## Poblacions més properes
El següent diagrama mostra les poblacions més properes.